# مقاطعة هايد (داكوتا الجنوبية)
هيد (بالإنجليزية: Hyde)‏ هي إحدى مقاطعات ولاية داكوتا الجنوبية في الولايات المتحدة الأمريكية.